# Sparta (Michigan)
Sparta – wieś w Stanach Zjednoczonych, w stanie Michigan, w hrabstwie Kent.